# Tan Xue
Tan Xue (chineză simplificată: 谭雪; chineză tradițională: 譚雪; pinyin: Tán Xuě; n. 30 ianuarie 1984, Tianjin, Republica Populară Chineză) este o fostă scrimeră chineză specializată pe sabie. A fost laureată cu argint la individual la Jocurile Olimpice de vară din 2004 și cu argint pe echipe la Jocurile Olimpice de vară din 2008. A fost și campioana mondială în 2002. A câștigat Cupa Mondială din 2001-2002 și 2006-2007.

## Legături externe
- en Tan Xue la Olympedia.org